# Гар Гобінд Корана
Гар Гобінд Корана (англ. Har Gobind Khorana; 9 січня 1922, Кабірвала, Пакистан — 9 листопада 2011) — видатний американський молекулярний біолог, лауреат Нобелівської премії з медицини та фізіології 1968 року (спільно з Робертом Голлі і Маршаллом Ніренбергом) «за розшифровку генетичного коду і його ролі в синтезі білків».

## Біографія
Корана народився в місті Кабірвала (зараз Пакистан). До вступу в університет навчався вдома, його вчителем був батько. Здобув ступінь бакалавра в Пенджабському університеті у 1943 році, ступінь магістра здобув також у цьому ж університеті через 2 роки. У 1945 році вступив до Ліверпульського університету. У 1948 році здобув ступінь доктора філософії. Потім продовжив навчання в Цюриху (1948—1949). У 1952 році вступив до Британо-колумбійського університету (Ванкувер), а в 1960 році почав працювати в університеті Вісконсин-Медісон. З 1970 року працював у Массачусетському технологічному інституті.

## Наукові дослідження
РНК з трьома триплетами, що повторюються (УЦУЦУЦУ→ УЦУ ЦУЦ УЦУ) кодує дві амінокислоти, що повторюються. Разом з дослідженнями Ніренберга та Лідера довів, що триплет УЦУ кодує амінокислоту серин, а триплет ЦУЦ — амінокислоту лейцин. РНК з трьома триплетами, що повторюються (УАЦУАЦУА→ УАЦ УАЦ УАЦ або АЦУ АЦУ АЦУ або ЦУА ЦУА ЦУА) кодує три різні ланцюги амінокислот.